# متحف إسطنبول لتاريخ العلوم والتكنولوجيا في الإسلام

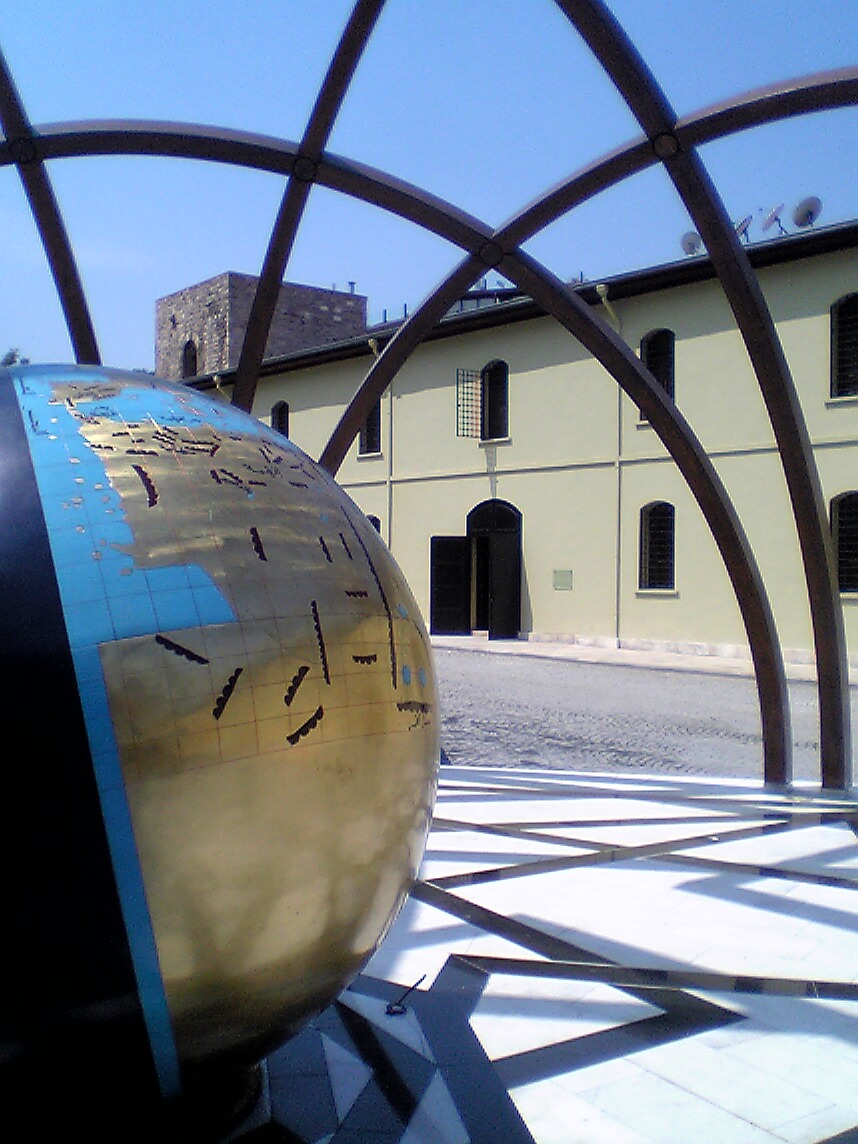
كرة العالم القديم، خارج متحف إسطنبول لتاريخ العلوم والتكنولوجيا في الإسلام

متحف إسطنبول لتاريخ العلوم والتكنولوجيا في الإسلام (بالتركية: İstanbul İslam Bilim ve Teknoloji Tarihi Müzesi)‏ يقع في مبنى إمبريال ستابلز السابق في حديقة كلخانة. افتتح المتحف في 25 مايو 2008 ويعرض نسخًا طبق الأصل من أدوات علمية من القرنين التاسع والسادس عشر لعلماء مسلمين. صنعت جميع النماذج في معهد تاريخ العلوم العربية الإسلامية بجامعة يوهان فولفغانغ غوته في فرانكفورت من الأوصاف والرسومات في النصوص المعاصرة - يوجد عدد قليل جدًا من العناصر الأصلية. العديد من العناصر «تخيلبة تمامًا»، بينما تستند العناصر الأخرى إلى رسومات لأجهزة متشابهة المظهر في المخطوطات، ولكن من غير المعروف ما إذا كانت هذه الأجهزة قد أنشأت فعلًا أو كانت بنية بنائها.

## معرض صور

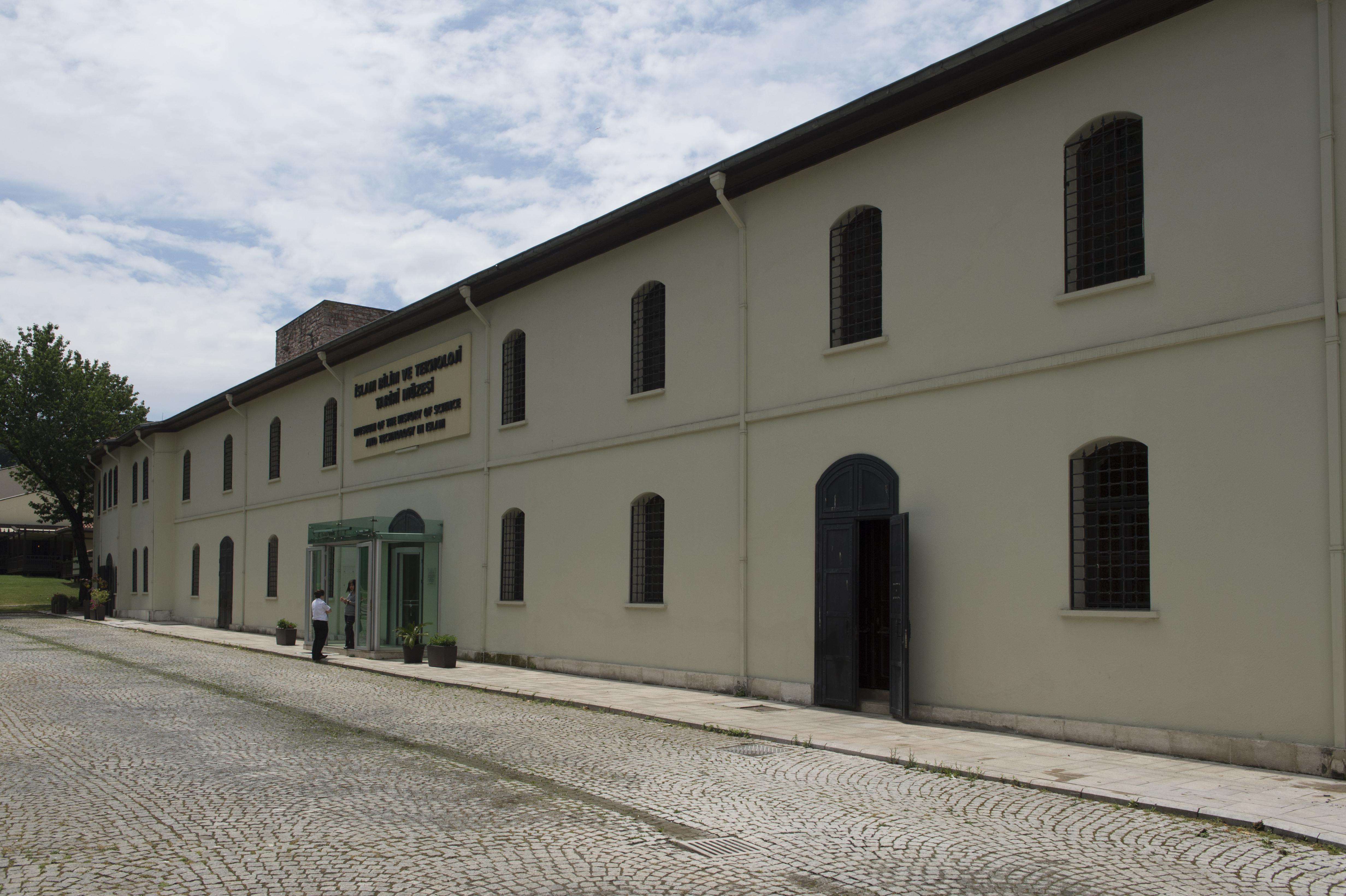
واجهة المتحف
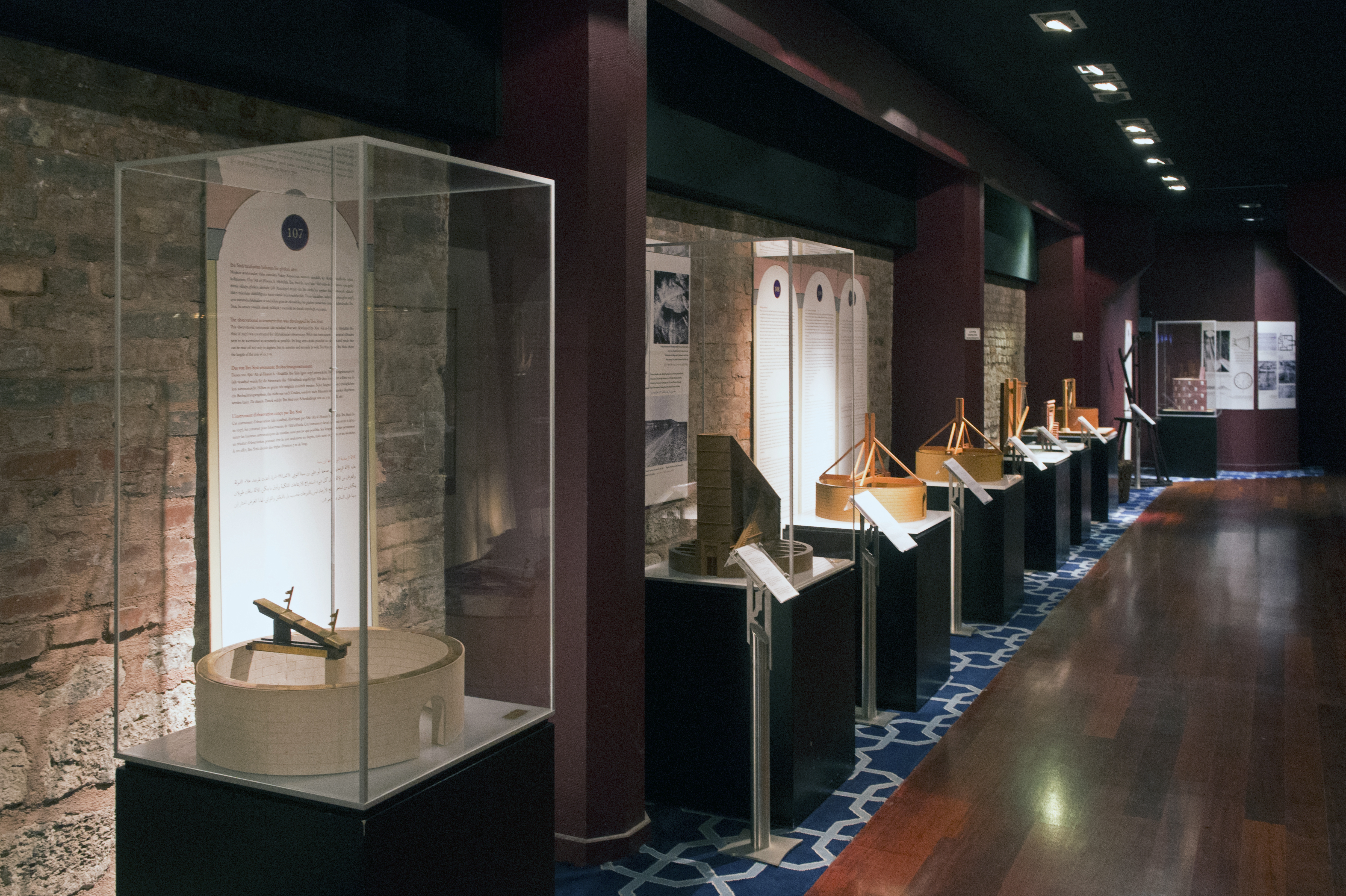
مجموعة الأسطرلاب
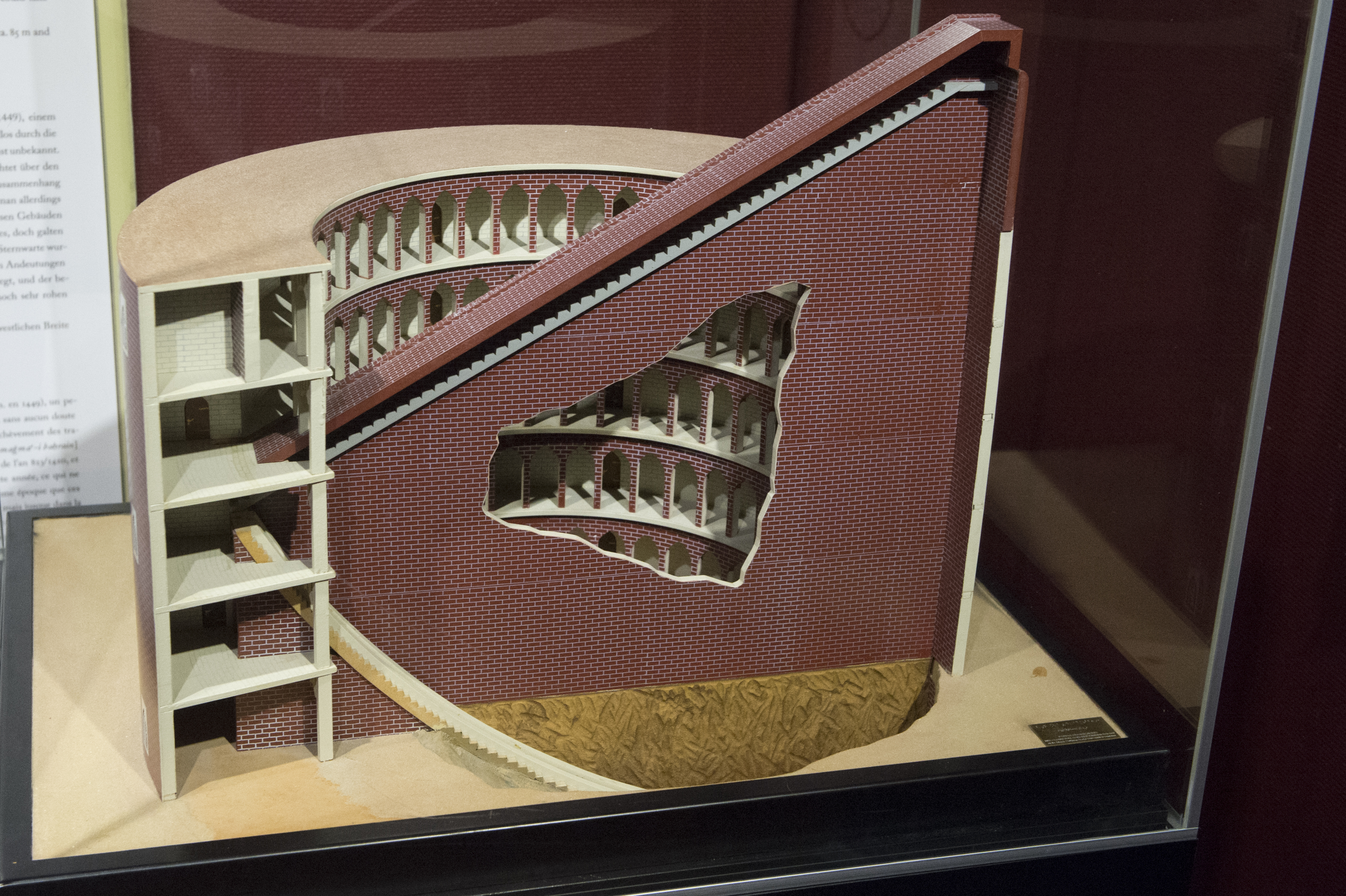
مرصد
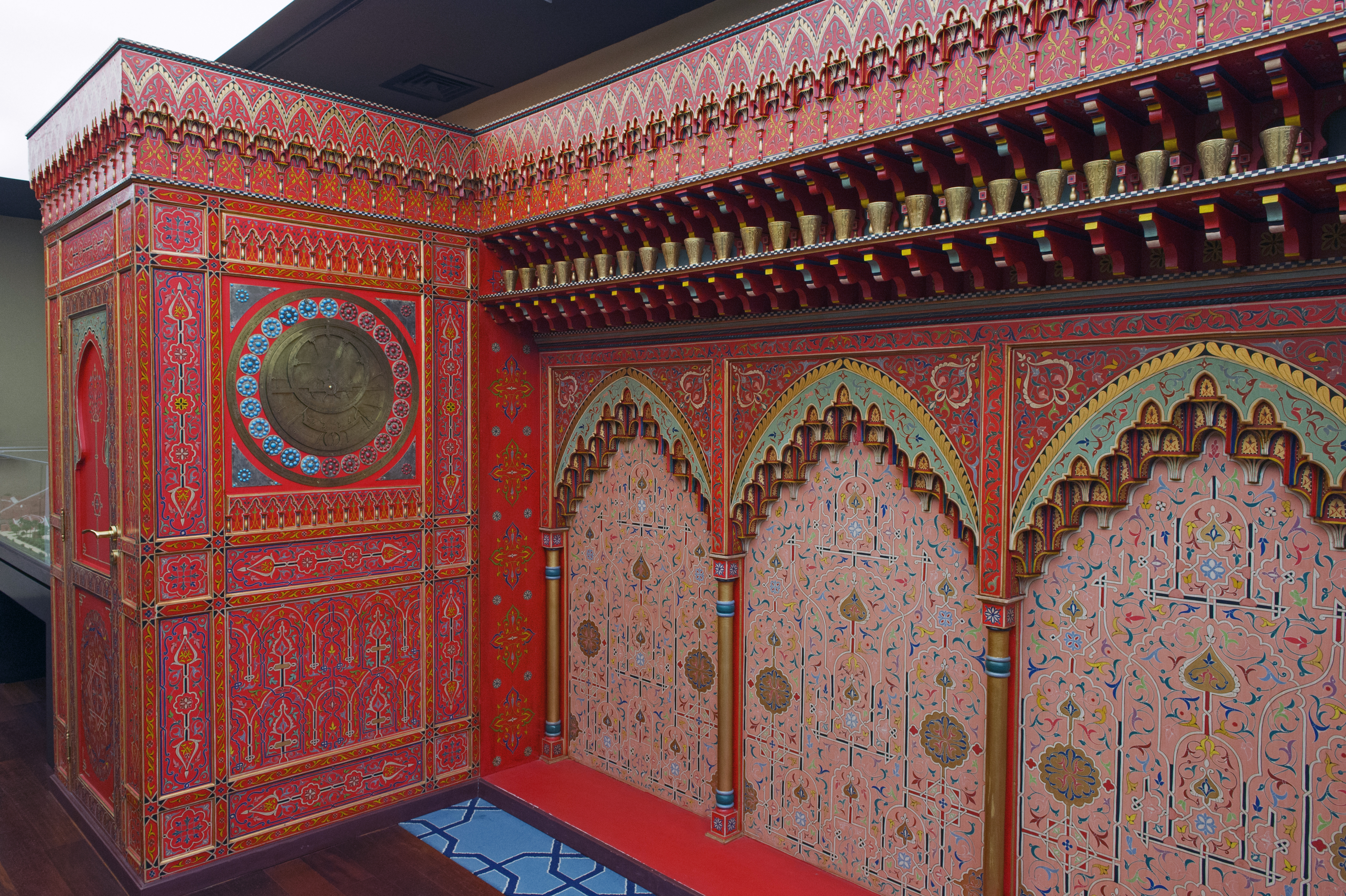
ساعة مائية من القرن الرابع عشر من دار المؤقت في مسجد القرويين
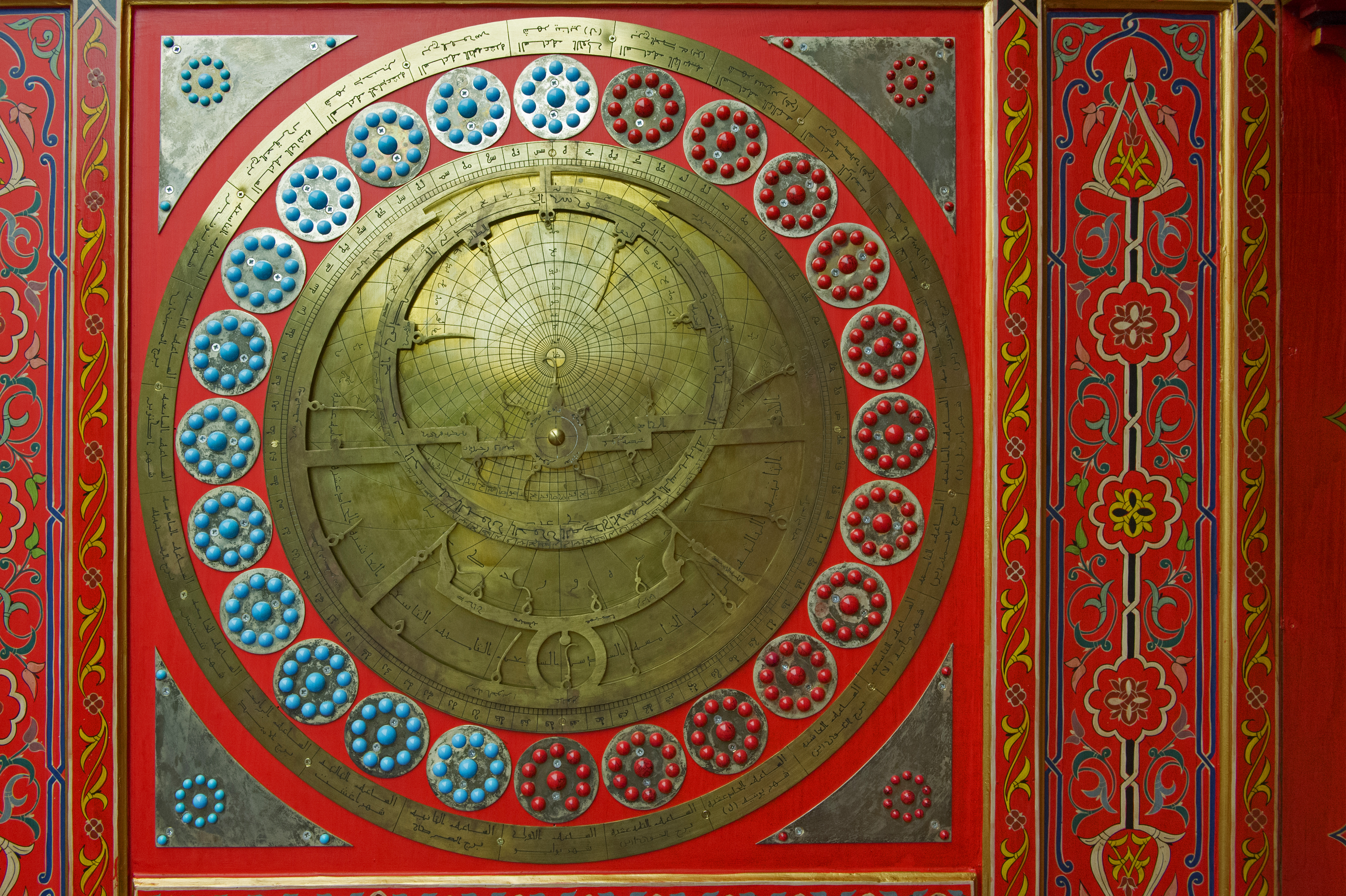
تفصيل للساعة المائية
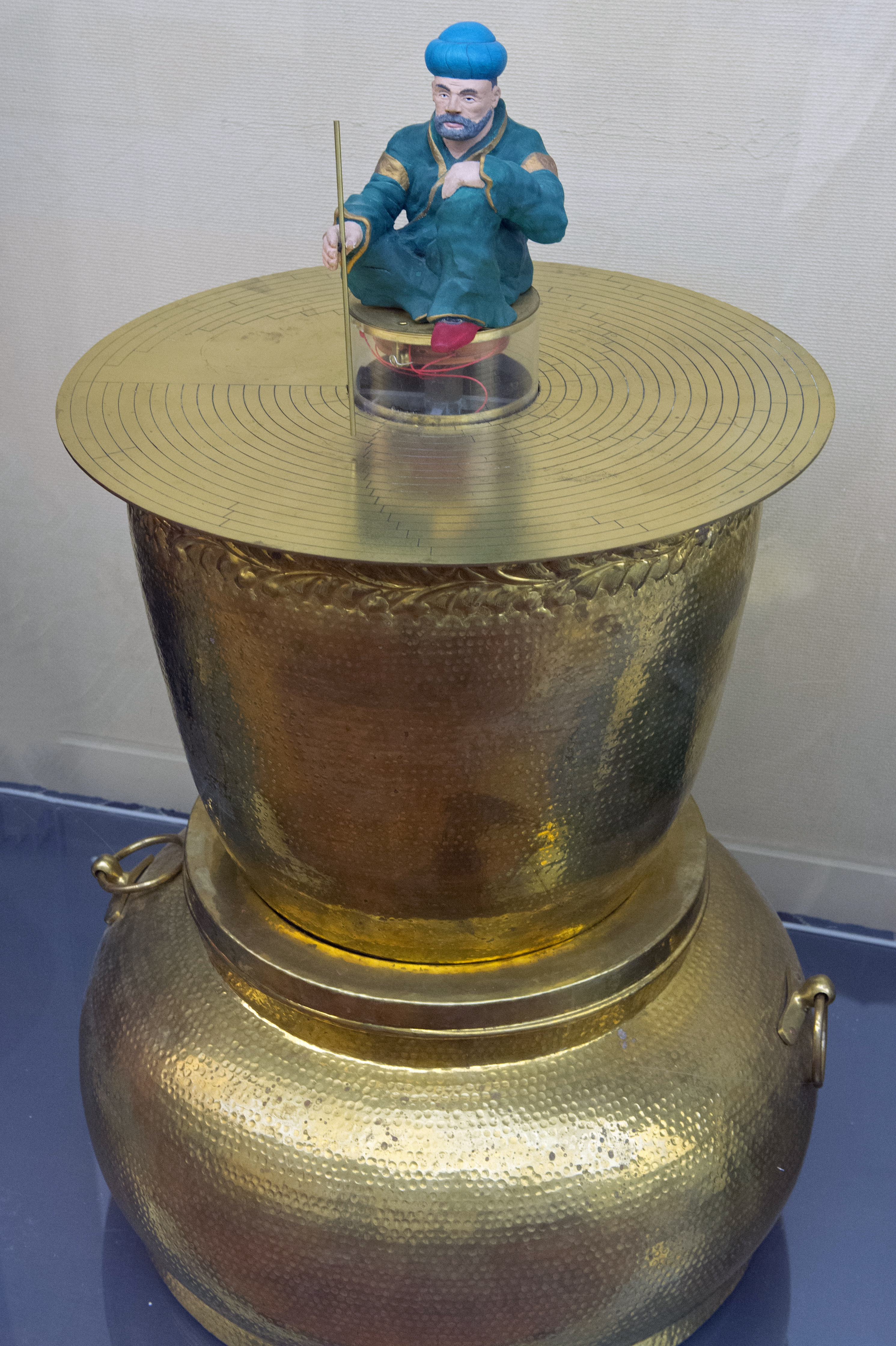
الساعة المائية
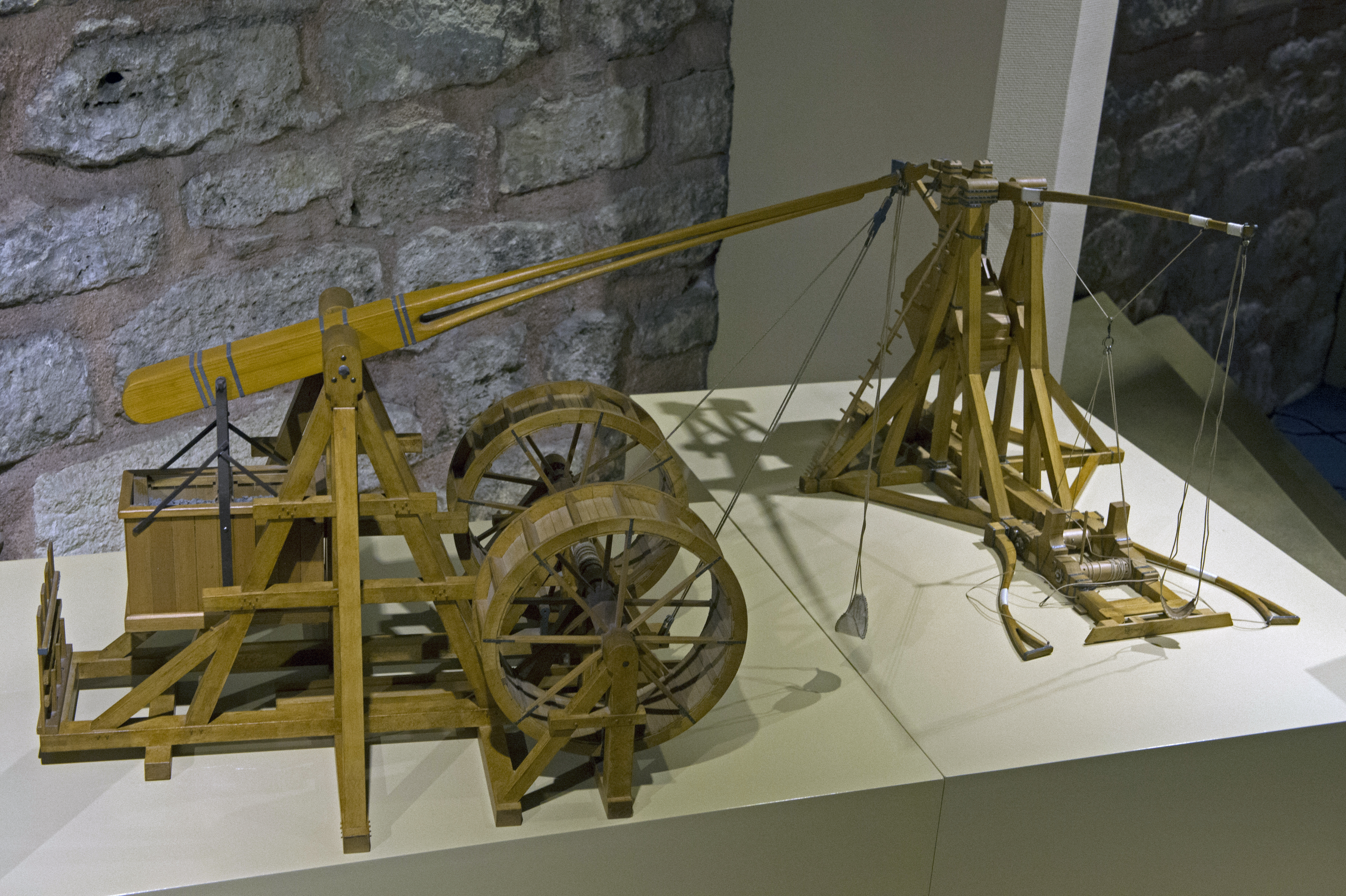
مقتنيات عسكرية
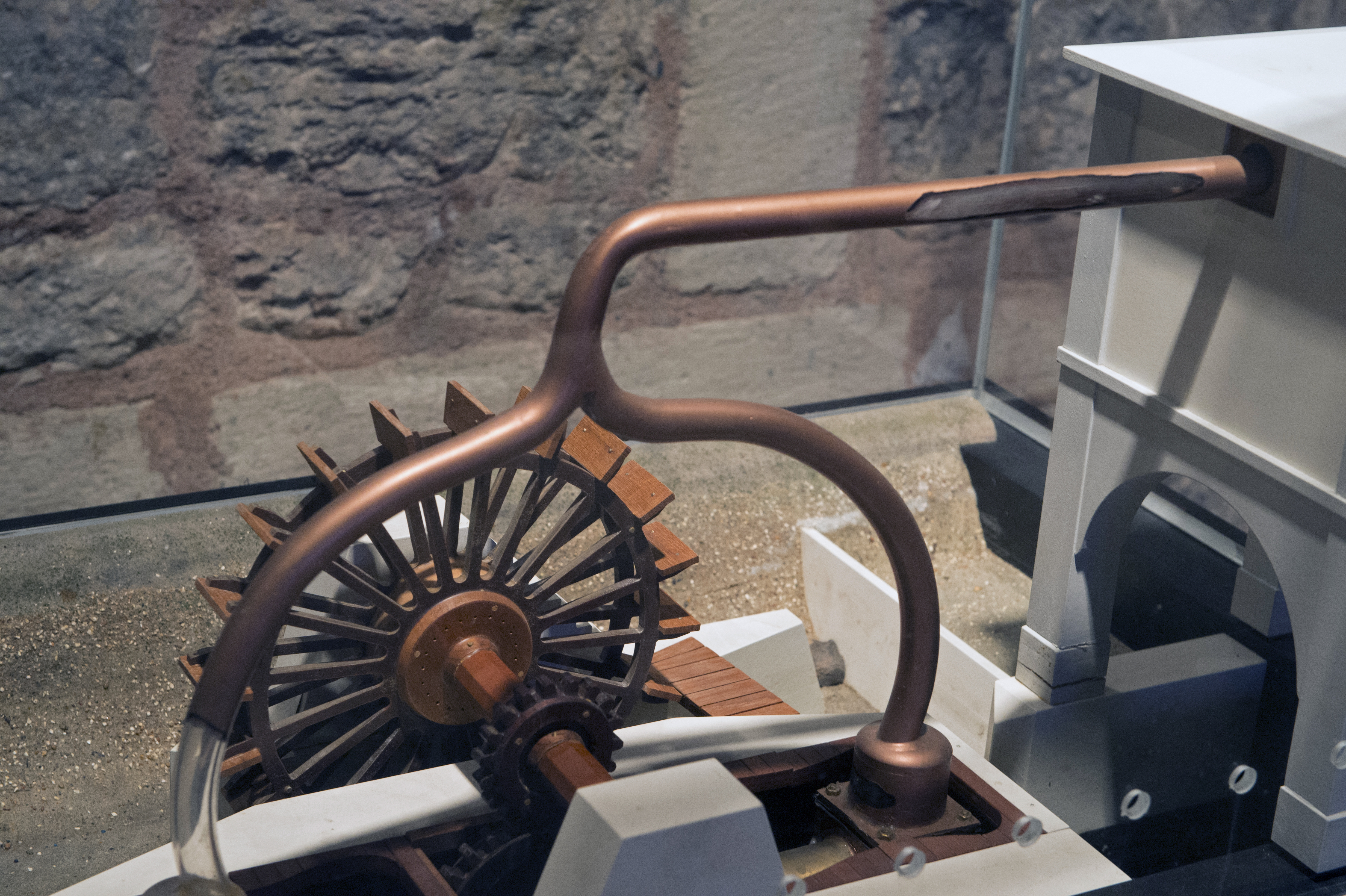
مضخة
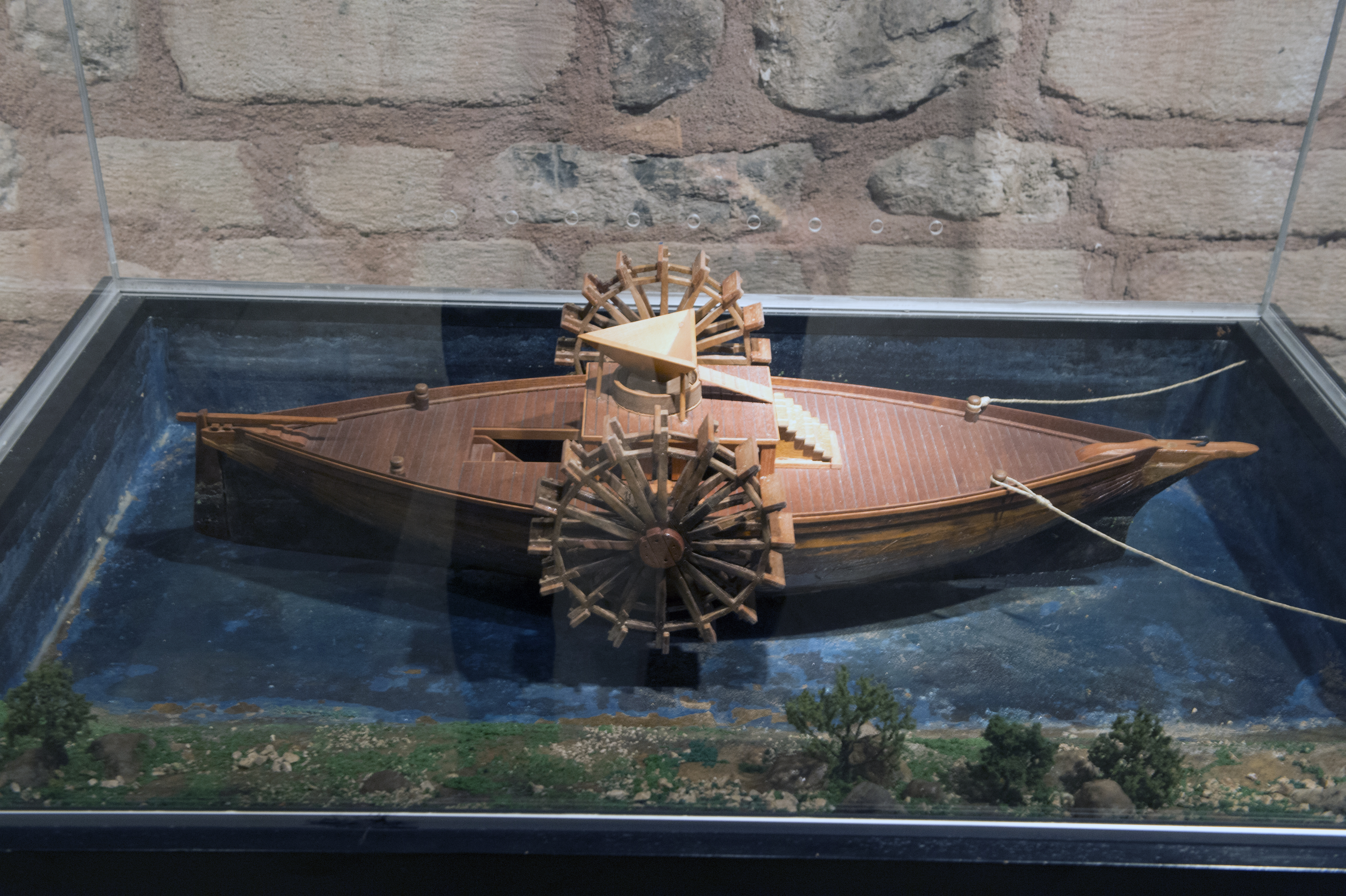
مطحنة
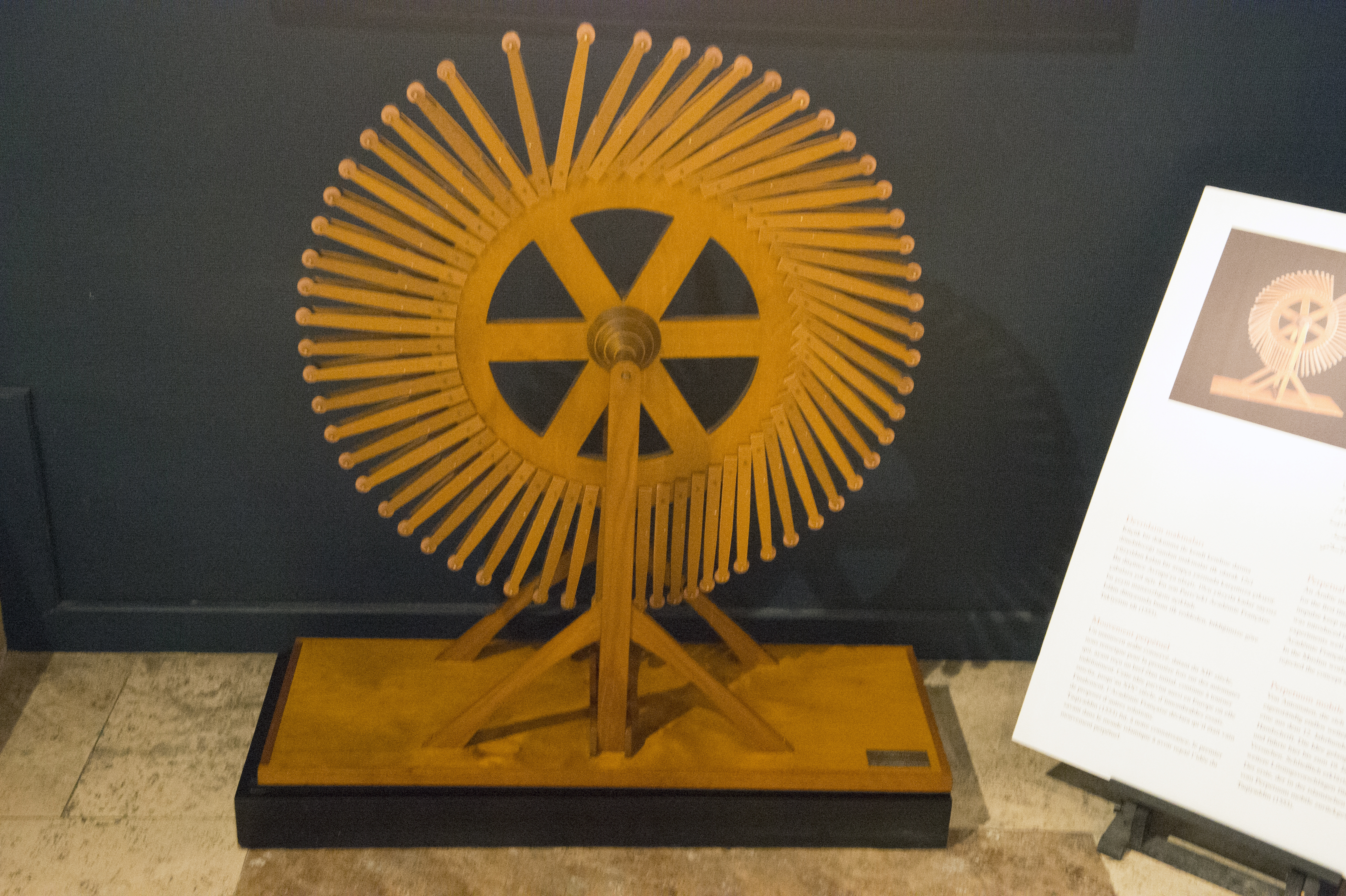
Perpetuum المتنقل
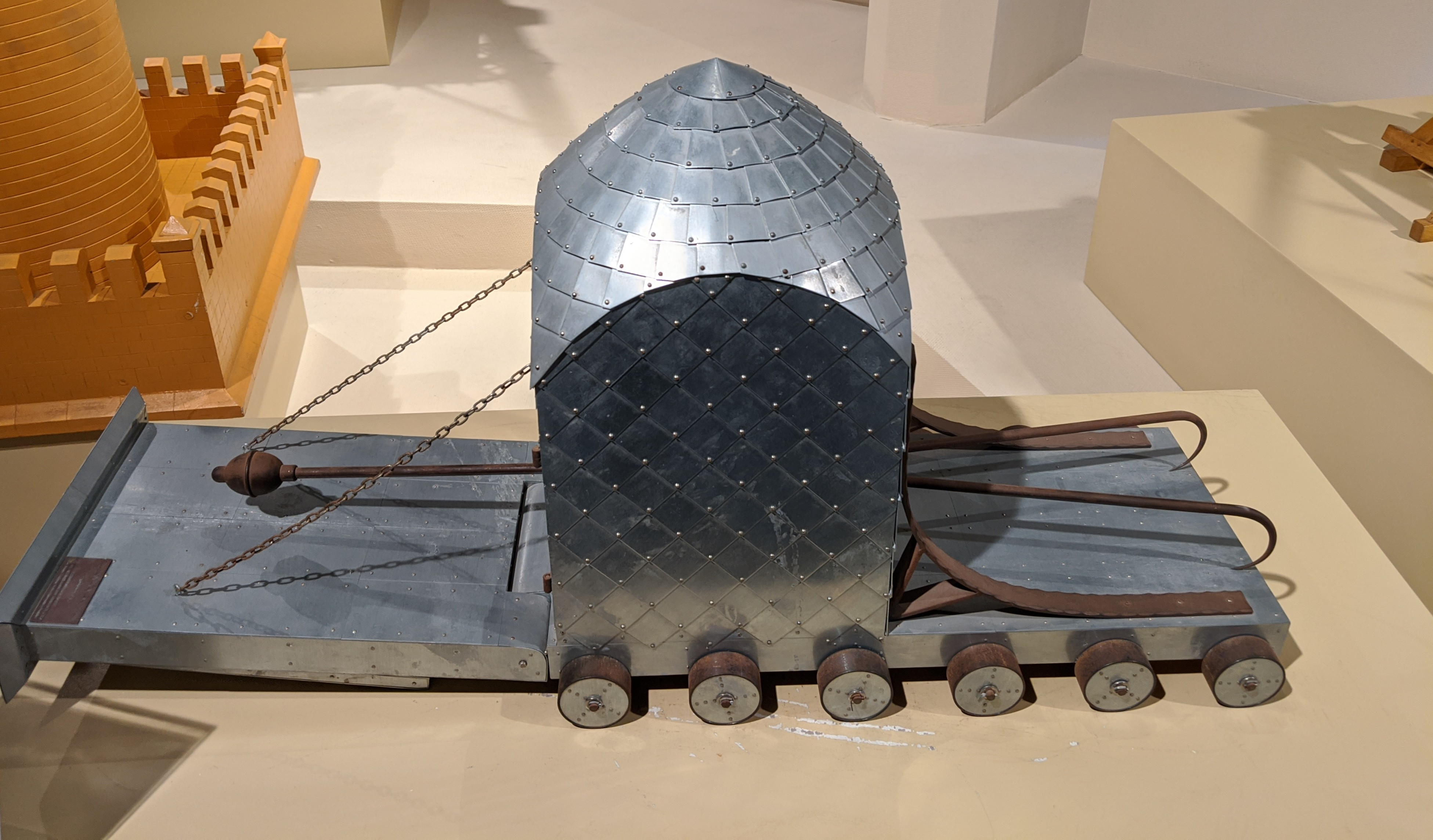
متحف تاريخ العلوم والتكنولوجيا في الإسلام كبش مدرع